# Phường 4, Đà Lạt
Phường 4 là một phường thuộc thành phố Đà Lạt, tỉnh Lâm Đồng, Việt Nam.

## Địa lý
Phường 4 nằm ở phía nam thành phố Đà Lạt, có vị trí địa lý:
- Phía đông giáp Phường 3
- Phía tây giáp Phường 5 và xã Tà Nung
- Phía nam giáp xã Hiệp An, huyện Đức Trọng và xã Đông Thanh, huyện Lâm Hà
- Phía bắc giáp Phường 1 và Phường 5.

Phường 4 có diện tích 29,55 km², dân số năm 2022 là 27.515 người, mật độ dân số đạt 931 người/km².

## Hành chính
Phường 4 được chia thành 18 tổ dân phố: 1, 2, 3, 4, 5, 6, 7, 8, 9, 10, 11, 12, 13, 14, 15, 16, 17, 18.

## Lịch sử
Ngày 6 tháng 6 năm 1986, Hội đồng Bộ trưởng ban hành Quyết định số 67-HĐBT về việc:
- Thành lập Phường 4 có 31 tổ dân phố với 8.127 nhân khẩu của Phường 2 cũ và có 3 khóm: An Lạc, Nam Thiên, Thiên Thành.[6]
- Thành lập Phường 7 và Phường 8 trên cơ sở Phường 4 cũ.

Năm 1997, Phường 4 chia thành 7 khu phố với 103 tổ dân phố.
Năm 2012, Phường 4 sáp nhập từ 103 tổ dân phố thành 23 tổ dân phố.
Ngày 21 tháng 1 năm 2020, HĐND tỉnh Lâm Đồng ban hành Nghị quyết số 166/NQ-HĐND về việc:
- Sáp nhập một phần tổ dân phố 23 vào tổ dân phố 10.
- Sáp nhập một phần tổ dân phố 17 và một phần tổ dân phố 18 vào tổ dân phố 16.
- Sáp nhập phần còn lại tổ dân phố 18, tổ dân phố 19 và tổ dân phố 20 vào phần còn lại tổ dân phố 17.
- Thành lập tổ dân phố 18 trên cơ sở phần còn lại tổ dân phố 23, tổ dân phố 21 và tổ dân phố 22.